# German Chancery
La German Chancery (in tedesco: Deutsche Kanzlei; in italiano: Cancelleria tedesca; detta anche popolarmente Hanoverian Chancery o Cancelleria hannoveriana) era il nome dato ufficialmente all'officio del ministro dell'Hannover a Londra durante gli anni dell'unione personale tra Regno di Gran Bretagna (poi Regno Unito) ed Elettorato di Hannover (poi Regno di Hannover) dal 1714 al 1837. L'incarico cessò con l'ascesa al trono inglese della regina Vittoria e la concessione dell'Hannover a suo zio Ernesto Augusto nel 1837.

## Funzioni e incarichi
L'incarico primario del ministero hannoveriano a Londra era quello di trasmettere i memoranda del Consiglio Privato dell'Hannover all'Elettore, che era poi appunto anche re di Gran Bretagna. Durante i regni di Giorgio I e Giorgio II, e in misura maggiore durante il regno di Giorgio III, i ministri avevano anche altri compiti, lavorando in sale precise del St James's Palace.
A differenza dei ministri nell'Hannover, ad ogni modo, i ministri a Londra dovevano avere una profonda conoscenza del sistema politico inglese e le opinioni aggiornate dei due maggiori partiti – chiamati Tory e Whig – e cosa più importante, dovevano avere accesso diretto e costante all'Elettore. Questa posizione divenne ovviamente molto più di responsabilità all'epoca delle Guerre rivoluzionarie francesi con l'amministrazione del conte Ernst zu Münster, che lavorò senza sosta per portare avanti la causa hannoveriana presso il popolo inglese. Egli ottenne di espandere i confini dell'Hannover e con l'elevazione dell'elettorato a regno durante il Congresso di Vienna nel 1814. L'ultimo ministro tornò nell'Hannover nel 1837 con Ernesto Augusto, il nuovo sovrano, e l'incarico si rese non più necessario. I registri della cancelleria si trovano oggi nell'archivio di stato dell'Hannover.

## Inviati dell'Hannover a Londra
Prima della Successione hannoveriana, ma prima della Gloriosa rivoluzione del 1688, un ministro hannoveriano risiedeva a Londra come emissario presso la corte inglese per i diritti di Sofia di Hannover al trono inglese. La posizione sopravvisse sino alla morte di Bothmer nel 1732, anche se gran parte delle funzioni poi vennero assunte dalla Cancelleria. Gli inviati noti sono:
- Ludwig Justus Sinold von Schütz (1689–1713)
- Thomas Grote, barone von Grote (1713)
- Georg Wilhelm Sinold von Schütz (1713–1714)
- C.F. Kreyenberg (1714)
- Hans Kaspar, conte von Bothmer (1714 – 1732)

## Capi della Cancelleria Tedesca a Londra
Con la costituzione della Cancelleria Tedesca i registri riportano anche la presenza di più capi in contemporanea dal 1720. Questa pratica terminò con la morte di Bothmer nel 1732. La probabile successione dei ministri è questa:
- Andreas Gottlieb, barone von Bernstorff (1714–1720)
- Hans Kaspar, conte von Bothmer (1720–1730)
- Christian Ulrich von Hardenberg (1725 – 1727)
- Johann Philipp von Hattorf (1728 – 1737)
- Ernst von Steinberg (1737–1748)
- Philipp Adolph von Münchhausen (1748–1762)
- Burckhard Heinrich von Behr (1762–1771)
- Johann Friedrich Karl von Alvensleben (1771–1795)
- Georg August von Steinberg (1795)[6]
- Ernst Ludwig Julius von Lenthe (1795–1805)
- Ernst Friedrich Herbert, conte di Münster-Ledeburg (1805–1831)
- Ludwig Karl Konrad Georg von Ompteda (1831–1837)